# Club Rocker
Club Rocker – drugi singiel rumuńskiej piosenkarki Inny z albumu I Am the Club Rocker (2011). Został stworzony i wyprodukowany przez Play & Win. Teledysk do utworu został nakręcony w maju 2011 roku. W piosence głosu udzielił raper Flo Rida.

## Wykonania na żywo
Inna wykonała Club Rocker po raz pierwszy w Bukareszcie podczas swojej trasy koncertowej, 17 maja 2011 roku. Artystka promowała piosenkę we Francji występując w tamtejszym radiu 30 maja 2011, Wielkiej Brytanii podczas Party in the Park, i w Londynie w klubie gejowskim.

## Formaty i lista utworów
„Club Rocker (Radio Version) – Single” digital download
1. „Club Rocker” (Radio Version) – 3:34

„Club Rocker – EP” digital download
1. „Club Rocker” (Play & Win Radio Version) – 3:34
2. „Club Rocker” (Play & Win Extended Version) – 4:16
3. „Club Rocker” (Play & Win Remix) – 4:09

„Club Rocker (Remixes) – EP” digital download
1. „Club Rocker” (Odd Remix Edit) – 3:37
2. „Club Rocker” (Odd Remix) – 6:06
3. „Club Rocker” (Allexinno Remix) – 6:22
4. „Club Rocker” (Adrian Sina Remix) – 4:30
5. „Club Rocker” (DJ Assad Remix) – 3:39
6. „Club Rocker” (The Perez Brothers Remix) – 5:17